# Varian Pasquet
Varian Pasquet (29 de julho de 1999) é um jogador de rugby francês, que joga na posição de back.

## Carreira
Varian Pasquet nasceu em 29 de julho de 1999 em Paris e cresceu na região parisiense. Durante sua juventude, ele começou a jogar rugby union na Paris UC em 2006. Em seguida, ingressou no Stade français Paris a partir de 2016. A nível académico, obteve o bacharelado científico e depois a licença em matemática e ciências da computação na Universidade Paris-Cité em 2020. Ingressou então na Escola de Engenharia Léonard-de-Vinci.
EmDezembro de 2020, estreou-se profissionalmente no Stade français ao entrar em jogo no lugar de Julien Delbouis no primeiro dia do European Challenge contra o Benetton Trévise. Esta partida é a única que ele disputa nesta temporada pelo time profissional.
No ano seguinte, ingressou no Marcoussis National Rugby Centre e na equipe francesa de sevens. Rapidamente, mostra-se eficiente e, em novembro de 2021, estreou pela seleção francesa de rugby de sete durante o torneio de Dubai a contar para a World Rugby Sevens Series 2021-2022. Ele foi um dos doze convocados para a seleção nacional nos Jogos Olímpicos de Verão de 2024.